# Mikaela Tommy
Mikaela Tommy (* 10. Mai 1995 Ottawa, Ontario) ist eine kanadische Skirennläuferin. Die mehrfache WM-Teilnehmerin startet in allen Disziplinen, wobei ihre Stärken in Riesenslalom und Super-G liegen.

## Biografie
Mikaela Tommy stammt aus Wakefield, Québec, und startet für den Edelweiss Ski Club. Vater Michael „Mike“ Tommy (* 1963) nahm 1984 und 1988 jeweils am olympischen Slalom teil. Ihre Mutter stand in Jugendjahren ebenfalls im kanadischen Nachwuchskader. Sie studiert Umweltdesign an der University of Colorado.

### Jugend und Nor-Am Cup
Mit 15 bestritt Tommy in der Heimat ihre ersten FIS-Rennen. Nachdem sie im Dezember 2011 im Nor-Am Cup debütiert hatte, nahm sie im darauffolgenden Januar an den Olympischen Jugend-Winterspielen in Innsbruck teil, wo sie einen elften Rang im Super-G als bestes Ergebnis erreichte. Die Juniorenweltmeisterschaften 2012 in Roccaraso schloss sie mit einem 31. Rang im Riesenslalom ab. Am 4. Februar 2013 gewann sie mit dem Riesenslalom von Vail erstmals ein Nor-Am-Rennen und sicherte sich am Ende der Saison die Disziplinenwertung. Bei ihrer zweiten JWM-Teilnahme im heimischen Québec gewann sie mit Bronze im Mannschaftswettbewerb ihre einzige Medaille. Ihre bisher erfolgreichste Saison 2014/15 beendete sie nach zwei Siegen auf dem zweiten Gesamtrang. Bei den kanadischen Meisterschaften belegte sie im Februar Rang zwei im Super-G. Im März 2015 lag sie bei den Juniorenweltmeisterschaften in Hafjell nach dem ersten Riesenslalom-Durchgang klar in Führung, fiel in der Entscheidung jedoch auf Rang vier zurück und verpasste die Bronzemedaille letztlich um 0,07 Sekunden. Bei ihrer fünften und letzten JWM-Teilnahme in Sotschi kam sie über Platz 25 im Riesenslalom nicht hinaus.

### Weltcup und WM-Teilnahmen
Ihr Weltcup-Debüt gab sie im Alter von 17 Jahren am 26. Januar 2013 im Riesenslalom von Maribor. Nach dem ersten Nor-Am-Sieg wurde sie vom kanadischen Verband für die Weltmeisterschaften in Schladming nominiert, wo sie im ersten Durchgang des Riesenslaloms ausschied. Obwohl sie im Weltcup nicht überzeugen konnte, durfte sie auch an den Weltmeisterschaften 2015 in Vail/Beaver Creek teilnehmen, wo sie in ihrer Paradedisziplin den 22. Rang belegte. Zwei Jahre später ging sie in St. Moritz erstmals in mehreren Rennen an den Start. Nach einem 22. Rang im Super-G schied sie in Kombination, Riesenslalom und Slalom jeweils im zweiten Durchgang aus. Erst gute vier Jahre nach ihrem Weltcup-Debüt konnte sie im März 2017 in ihrem insgesamt 32. Rennen mit Rang 27 im Riesenslalom von Squaw Valley erstmals Punkte gewinnen. Für die Olympischen Spiele 2018 in Pyeongchang konnte sie sich knapp nicht qualifizieren. Nach fünf Wintern im kanadischen Team koppelte sie sich zur Saison 2018/19 weitgehend von der Nationalmannschaft ab und trainierte mit dem Universitätsteam. In der Folge gelang ihr eine Steigerung im Weltcup und sie erreichte die Ränge 26 in Killington, 19 in Courchevel und 18 am Semmering. Im WM-Riesenslalom von Åre kam sie nicht über Platz 26 hinaus, sorgte aber mit einem in die TV-Kamera gerichteten Valentinstagsaufruf für Aufmerksamkeit.

## Erfolge

### Weltmeisterschaften
- Vail/Beaver Creek 2015: 22. Riesenslalom
- St. Moritz 2017: 22. Super-G
- Åre 2019: 26. Riesenslalom

### Weltcup
- 1 Platzierung unter den besten 20

### Weltcupwertungen
| Saison  | Gesamt | Gesamt | Slalom | Slalom |
| Saison  | Platz  | Punkte | Platz  | Punkte |
| ------- | ------ | ------ | ------ | ------ |
| 2016/17 | 128.   | 4      | 54.    | 4      |
| 2018/19 | 93.    | 30     | 34.    | 30     |

### Nor-Am Cup
- Saison 2012/13: 7. Gesamtwertung, 1. Riesenslalomwertung, 10. Super-G-Wertung
- Saison 2013/14: 5. Gesamtwertung, 1. Kombinationswertung, 6. Riesenslalomwertung
- Saison 2014/15: 2. Gesamtwertung, 2. Kombinationswertung, 2. Super-G-Wertung, 2. Riesenslalomwertung
- Saison 2016/17: 6. Kombinationswertung, 7. Riesenslalomwertung
- Saison 2017/18: 3. Gesamtwertung, 1. Riesenslalomwertung, 3. Kombinationswertung
- Saison 2018/19: 9. Riesenslalomwertung
- Saison 2019/20: 2. Riesenslalomwertung
- 31 Podestplätze, davon 11 Siege:

| Datum             | Ort                | Land   | Disziplin         |
| ----------------- | ------------------ | ------ | ----------------- |
| 4. Februar 2013   | Vail               | USA    | Riesenslalom      |
| 14. März 2014     | Nakiska            | Kanada | Super-Kombination |
| 16. März 2014     | Nakiska            | Kanada | Riesenslalom      |
| 16. Dezember 2014 | Panorama           | Kanada | Super-G           |
| 18. Februar 2015  | Nakiska            | Kanada | Riesenslalom      |
| 20. März 2017     | Garceau            | Kanada | Riesenslalom      |
| 22. März 2017     | Sugarloaf          | USA    | Kombination       |
| 13. Februar 2018  | Whiteface Mountain | USA    | Riesenslalom      |
| 14. Februar 2018  | Whiteface Mountain | USA    | Riesenslalom      |
| 16. März 2018     | Kimberley          | Kanada | Riesenslalom      |
| 12. März 2019     | Stowe Mountain     | USA    | Riesenslalom      |

### Juniorenweltmeisterschaften
- Roccaraso 2012: 5. Mannschaftswettbewerb, 31. Riesenslalom
- Québec 2013: 3. Mannschaftswettbewerb, 30. Riesenslalom
- Jasná 2014: 17. Riesenslalom, 34. Super-G, 41. Abfahrt
- Hafjell 2015: 4. Riesenslalom
- Sotschi 2016: 25. Riesenslalom

### Sonstige
- Kanadische Vizemeisterin im Super-G 2015
- 4 Siege in FIS-Rennen